# Список заслуженных тренеров СССР (автоспорт и мотоспорт)
Почётное спортивное звание, присваивалось в 1956—1992 годах.
В данный список включены персоналии, получившие звание «заслуженный тренер СССР» за достижения в области автоспорта, мотоспорта, водно-моторного спорта и автомодельного спорта.
По состоянию на 01.01.1976 звание присвоено 15 раз.
| 1957 год |                           |            |                         |                      |           |                    |  |
| 1        | Орлов В. С.               | ??.06.1957 |                         | водно-моторный спорт | Москва    |                    |  |
| 1960 год |                           |            |                         |                      |           |                    |  |
| 1        | Лукин Владимир Дмитриевич | ??.11.1960 | ??.??.1914 — ??.??.1986 | мотоспорт            | Ленинград | «Трудовые резервы» |  |
| 2        | Жиров Василий Михайлович  | ??.12.1960 | ??.??.1924 — ??.??.1984 | водно-моторный спорт | Москва    | ВМФ                |  |
| 1961 год |                           |            |                         |                      |           |                    |  |
| 1        | Фомин Геннадий Петрович   | ??.07.1961 | 04.06.1919 — 03.02.2010 | Москва               | ЦСКА      |                    |  |
| 1963 год |                           |            |                         |                      |           |                    |  |
| 1        | Сергеев Сергей Максимович | ??.03.1963 | ??.??.1921 — ??.??.1990 | Ленинград            | СКА       |                    |  |
| 2        | Карнеев Владимир Иванович | ??.03.1963 |                         | Москва               | ДОСААФ    |                    |  |
| 3        | Разживин П. П.            | ??.03.1963 |                         | Москва               | ДОСААФ    |                    |  |

## 1964
- Ципруш, Константин Давыдович

## 1965
- Томсон, Йоханнес 5.5.1914 — 19.3.1986[9]

## 1966
- Берман, Александр Викторович (автоспорт)
- Чертов, Роман Александрович (автоспорт)
- Шульц, Борис Давыдович (автоспорт)

## 1968
- Кулаков, Виктор Леонтьевич

## 1971
- Лаур, Рихард 3.3.1927 — 4.12.2018[10]
- Сочнов, Карл Владимирович 1925 — 10.02.2010 (автоспорт)

## 1976
- Дежинов, Андрей Андреевич 24.10.1930 — 30.10.2017[11][12]

## 1977
- Демянский, Кирилл Александрович

## 1980
- Карпачев, Анатолий Ефимович
- Трофимец, Юрий Игнатьевич

## 1981
- Логинов, Владимир Петрович
- Осипов, Михаил Самойлович 1944 (автомодельный спорт)
- Севастьянов, Николай Петрович 1930—1990

## 1982
- Дудко, Владимир Николаевич

## 1989
- Нифантьев, Валерий Георгиевич (мотобол)

## неизв
- Арбеков, Виктор Михайлович
- Грингаут, Евгений Иосифович 30.09.1915—28.03.1974
- Ипатенко, Александр Васильевич
- Костин, Александр Игнатьевич 1918
- Соколов, Виктор Иванович 16.07.1929 — 13.09.1998
- Субботин, Евгений Владимирович (1929) 15.12.1929 — 05.06.2009
- Фукс, Анатолий Александрович 4.08.1921 — 4.01.2013 (водно-моторный спорт)
- Черкасский, Генрих Самуилович 21.01.1913 — ?.04.1980
- Юдин, Борис Дмитриевич 06.03.1938